# Maud Powell
Pour les articles homonymes, voir Powell.
Maud Powell, née le 22 août 1867 à Peru (Illinois) et morte le 8 janvier 1920 à Uniontown (Pennsylvanie), est une violoniste américaine qui a acquis une renommée internationale pour son talent et sa virtuosité.

## Biographie
Powell est née à Peru, en Illinois. Elle est la première violoniste américaine à atteindre un rang international. En 1986, Karen A. Shaffer, biographe de Powell, a fondé la Société Maud Powell pour la musique et l'éducation afin de mieux faire connaître Powell et son rôle important dans la musique aux États-Unis et à l'étranger.
Sa mère est Wilhelmina "Minnie" Bengelstraeter Powell, et son père est William Bramwell Powell. WB Powell a écrit de nombreux livres tels que The Normal Course of Reading et a été surintendant du district des écoles élémentaires de Peru 124 de 1862 à 1870. Elle est la nièce de John Wesley Powell, un héros de la guerre de Sécession américaine et célèbre explorateur du Grand Canyon. Il a effectué sa première exploration scientifique du fleuve Colorado en 1869, alors que Maud avait deux ans.
Le 27 novembre 1919 à Saint-Louis (Missouri), elle s'effondre sur scène, victime d'une crise cardiaque,. Le 8 janvier 1920, elle meurt pendant sa tournée après une autre crise cardiaque à Uniontown (Pennsylvanie). Légué « à la prochaine grande femme violoniste », son précieux violon, un Guadagnini, sera transmis l'année suivante à Erika Morini, alors âgée de 17 ans.

## Enregistrements

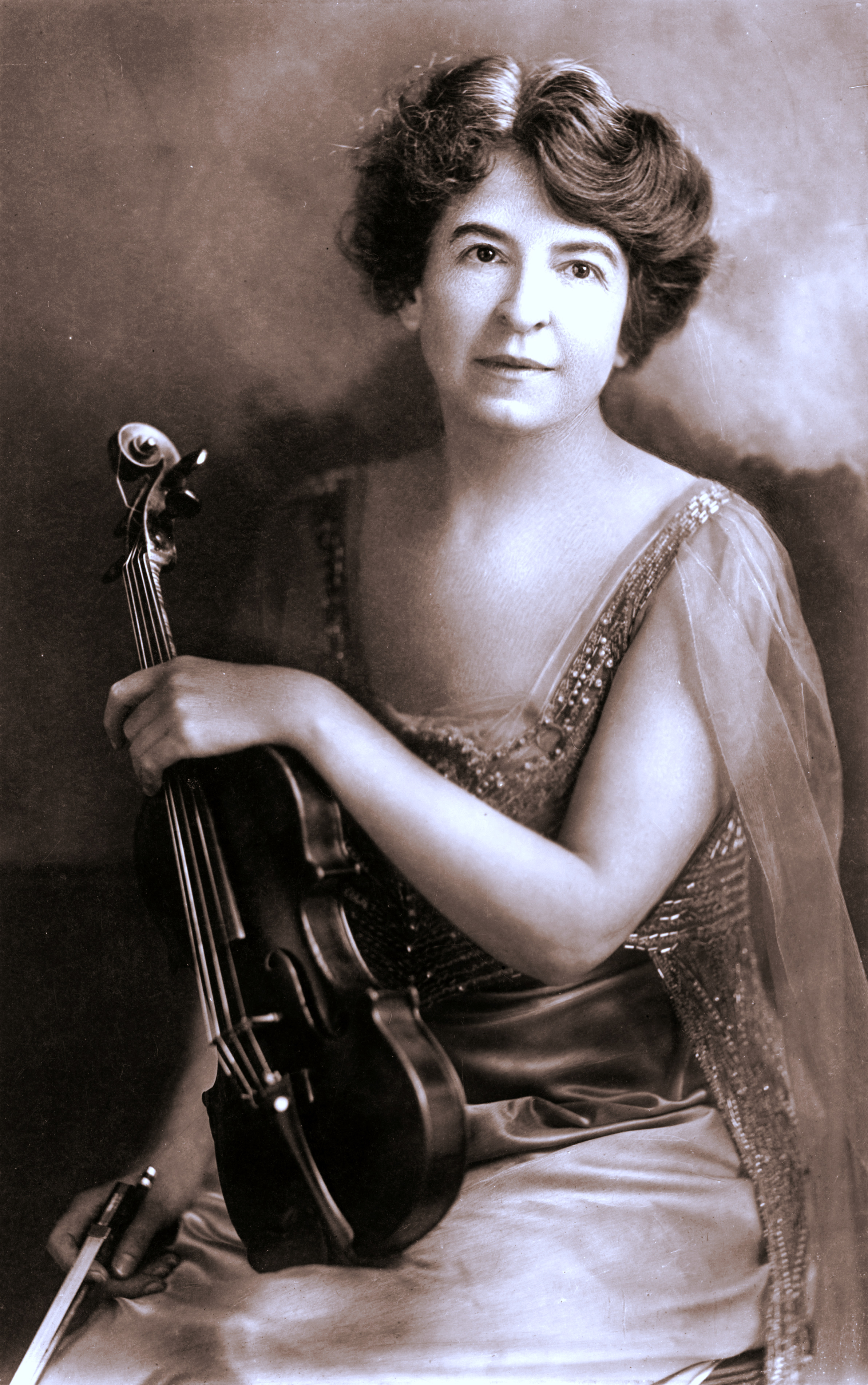
Maud Powell.

- American Virtuosa: Tribute to Maud Powell. Rachel Barton Pine (violin), Matthew Hagle (piano). Cedille Records, 2006: CDR 90000 097[7]
- Powell, Maud: Complete Recordings, Vol. 1 (1904-1917). Naxos Records, 2001: 8.110961[9]
- Powell, Maud: Complete Recordings, Vol. 2 (1904-1917). Naxos Records, 2001: 8.110962[10]
- Powell, Maud: Complete Recordings, Vol. 3 (1904-1917). Naxos Records, 2001: 8.110963[11]
- Powell, Maud: Complete Recordings, Vol. 4 (1904-1917). Naxos Records, 2004: 8.110993[12]